# كاذي إسفيني
كاذي إسفيني (الاسم العلمي:Pandanus cuneatus) هو نوع من النباتات يتبع جنس الكاذي من الفصيلة الكاذية.